# Jacoba Maria van Nickelen
Jacoba Maria van Nickelen (geboren um 1690 in Haarlem; begraben am 20. September 1749 in Amsterdam) war eine niederländische Malerin.

## Leben
Jacoba Maria van Nickelen wurde als Tochter des Malers Jan van Nickelen und von Hester van Wiert geboren. Sie heiratete 1714 in Düsseldorf den Maler Willem Troost. Aus dieser Ehe gingen acht Kinder hervor, von denen ein Sohn, der Porträt- und Landschaftsmaler Rymer van Nickelen, Nachfolger seines Vaters als Hof- und Kabinettsmaler am Kasseler Hof, und Tochter Jacoba Maria das Erwachsenenalter erreichten.

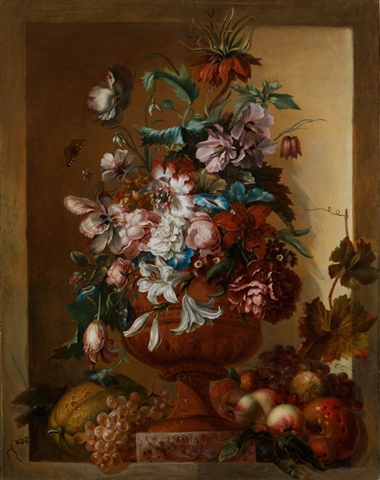
Blumen in einer Vase in einer Steinnische, zwischen 1710 und 1749

Van Nickelen wurde in eine Familie geboren, die viele Maler hervorgebracht hatte. Sie war die Enkelin von Isaac van Nickelen, einem Maler von Kircheninnenräumen, und Tochter des Architekturmalers Jan van Nickelen, der ein Schüler von Herman van der Mijn war. Jacoba van Nickelen war Schülerin ihres Vaters. Die Familie van Nickelen kam zusammen mit Herman van der Mijn 1712 nach Düsseldorf. Dort arbeitete sie am Hof des Kurfürsten Johann Wilhelm von der Pfalz. Im Atelier von Van der Mijn traf sie Willem Troost, der als Hofmaler des Kurfürsten beschäftigt war. Sie heirateten 1714. Nach dem Tod des Kurfürsten fand Troost Arbeit als Porträtmaler an verschiedenen Höfen, sie lebten in Köln, Duisburg, Essen und Kleve. Alle Kinder wurden in Deutschland geboren.
Jacoba van Nickelen ließ sich mit ihrem Mann und den überlebenden Kindern Johannes Hendrikus und Johanna Adelhyda 1735 in Haarlem nieder. Zehn Jahre später zogen sie nach Amsterdam. Dort gestaltete Troost Zimmertapeten. Ihr Sohn nannte sich Jan Hendrik Troost van Groenendoelen, wurde ebenfalls Tapetenmaler und besaß eine Fabrik am Overtoom in Amsterdam.
Jacoba Maria van Nickelen starb im September 1749 und wurde am 20. desselben Monats an der Lauriergracht in der Westerkerk in Amsterdam beigesetzt.